# 棕榈滩酒店
棕榈滩酒店（Palm Beach Hotel）,建于1925年，是一家历史悠久的四层酒店，位于美国佛罗里达州棕榈滩日出大道（Sunrise Avenue）235-251号。它由建筑师莫蒂默·迪克森·梅特卡夫（Mortimer Dickerson Metcalfe）设计，采用地中海复兴风格，由托马斯·R·克拉克（Thomas R. Clarke）建造。1969年空置，此后曾数次尝试将其作为退休酒店重新开放，1981年改建为公寓，棕榈滩酒店公寓（Palm Beach Hotel Condominium）。
除了几次一直如此。[2]
2010年4月21日，棕榈滩酒店列入国家史迹名录，编号为10000212。
四楼的一部分现在是一个犹太教正统派犹太会堂，棕榈滩新犹太会堂（New Synagogue of Palm Beach）。